# ぼんこちゃん
『ぼんこちゃん』とは、上田トシコの少女漫画。 第5回小学館漫画賞受賞作品。『ぼんこちゃん』は漫画のコマ割りの右下に黒の太字で数字が表示されている。

## 書誌情報
- 『ぼんこちゃん』 1 (集英社漫画文庫)1979年[2]
- 『ぼんこちゃん』 2(集英社漫画文庫)1979年[3]